# (9473) Ghent
(9473) Ghent est un astéroïde de la ceinture principale.

## Description
(9473) Ghent est un astéroïde de la ceinture principale. Il fut découvert le 26 juillet 1998 à La Silla par Eric Walter Elst. Il présente une orbite caractérisée par un demi-grand axe de 2,76 UA, une excentricité de 0,03 et une inclinaison de 4,2° par rapport à l'écliptique.

## Compléments